# Раджашекхара
Раджашекхара (*राजशेखर, 2 пол. IX ст. —поч. X ст.) — індійський поет часів династії Гуджара-Пратіхарів.

## Життєпис
Походив з впливової родини Яявара. Син Дурдуки, махамантріна (міністра) при дворі махараджахіраджи з династії Гуджара-Пратіхарів. Ймовірно мове йде про Міхіру Бходжу I. З часом Раджашекхара стає спояатку як поет опиняється при влорі володаря Махендрапали I, який незабаром призначає поета викладачем для своїх дітей.

## Творчість
Був одним з найбільш плідних санскритських авторів, писав в різних художніх і наукових жанрах. Йому належить драми «Баларамаяні», «Балабхарата», «Карпураманджарі» і «Віддхашалабханджіка».
«Баларамаяна» («Рамаяна» для юнаків») слідом за Бхавабхуті трактує сюжет «Рамаяни» як любовне суперництво Рами і Равани через Сіту, але, на відміну від Бхавабхуті, Раджашекхара зосереджував зусилля не на психологічній мотивації поведінки героїв, а на витонченості стилю і риторичних ефектах.
«Балабхарата» («Махабхарата» для юнаків») створена на основі сюжет «Махабхарати». Від неї збереглися лише перші 2 акти.
Дві інші п'єси «Карпураманджарі» (складена на пракриті шаурасеніі) та «Віддхашалабханджіка» («Пронизана статуя») написані в наслідування «Ратнавалі» Харші, але позбавлені властивих останньої витонченості і виразності через прагнення до стилістичної ускладненості і пишномовності зображуваних почуттів.